# Derek Talbot
Derek Talbot (23 de marzo de 1947) es un deportista británico que compitió en bádminton para Inglaterra en las modalidades individual, dobles y dobles mixto.
Ganó una medalla de plata en el Campeonato Mundial de Bádminton de 1977 y ocho medallas en el Campeonato Europeo de Bádminton entre los años 1970 y 1980.

## Palmarés internacional
| Representando a Inglaterra |                           |                   |              |
| Campeonato Mundial         |                           |                   |              |
| Año                        | Lugar                     | Medalla           | Prueba       |
| 1977                       | Malmö (Suecia)            | Medalla de plata  | Dobles mixto |
| Campeonato Europeo         |                           |                   |              |
| Año                        | Lugar                     | Medalla           | Prueba       |
| 1970                       | Port Talbot (Reino Unido) | Medalla de plata  | Dobles mixto |
| 1972                       | Karlskrona (Suecia)       | Medalla de oro    | Dobles mixto |
| 1972                       | Karlskrona (Suecia)       | Medalla de plata  | Dobles       |
| 1974                       | Viena (Austria)           | Medalla de oro    | Dobles mixto |
| 1974                       | Viena (Austria)           | Medalla de bronce | Individual   |
| 1976                       | Dublín (Irlanda)          | Medalla de oro    | Dobles mixto |
| 1976                       | Dublín (Irlanda)          | Medalla de plata  | Dobles       |
| 1980                       | Groninga (Países Bajos)   | Medalla de bronce | Dobles mixto |